# Promozione Emilia-Romagna 1974-1975
Nella stagione 1974-1975 la Promozione era il quinto livello del calcio italiano (il massimo livello regionale). Qui vi sono le statistiche relative al campionato in Emilia-Romagna.
Il campionato è strutturato in vari gironi all'italiana su base regionale, gestiti dai Comitati Regionali di competenza. Promozioni alla categoria superiore e retrocessioni in quella inferiore non erano sempre omogenee; erano quantificate all'inizio del campionato dal Comitato Regionale secondo le direttive stabilite dalla Lega Nazionale Dilettanti, ma flessibili, in relazione al numero delle società retrocesse dal Campionato Interregionale e perciò, a seconda delle varie situazioni regionali, la fine del campionato poteva avere degli spareggi sia di promozione che di retrocessione.

## Girone A

### Squadre partecipanti
| Squadra                | Città (provincia)              |
| ---------------------- | ------------------------------ |
| U.S. Alfonsinese       | Alfonsine (RA)                 |
| U.S. Altedo            | Altedo (BO)                    |
| S.P. Argentana         | Argenta (FE)                   |
| A.G.C. Budrio          | Budrio (BO)                    |
| S.S. Casalecchio       | Casalecchio di Reno (BO)       |
| A.S. Cervia            | Cervia (RA)                    |
| C.A. Faenza Sez.Calcio | Faenza (RA)                    |
| A.C. Forlimpopoli      | Forlimpopoli (FO)              |
| A.C. Imola             | Imola (BO)                     |
| A.S. Oransoda Minerbio | Minerbio (BO)                  |
| Pol. Portuense         | Portomaggiore (FE)             |
| S.C. Progresso         | Castel Maggiore (BO)           |
| San Marino Calcio      | Repubblica di San Marino (RSM) |
| A.S. Santarcangiolese  | Santarcangelo di Romagna (FO)  |
| F.C. Savena            | San Lazzaro di Savena (BO)     |
| S.S. Savignanese       | Savignano sul Rubicone (FO)    |

### Classifica finale
|  | Pos. | Squadra           | Pt | G  | V  | N  | P  | GF | GS | DR  |
|  | ---- | ----------------- | -- | -- | -- | -- | -- | -- | -- | --- |
|  | 1.   | Imola             | 47 | 30 | 18 | 11 | 1  | 55 | 14 | +41 |
|  | 2.   | Cervia            | 43 | 30 | 17 | 9  | 4  | 51 | 22 | +29 |
|  | 3.   | Forlimpopoli      | 42 | 30 | 15 | 12 | 3  | 45 | 19 | +26 |
|  | 4.   | Budrio            | 35 | 30 | 13 | 9  | 8  | 37 | 30 | +7  |
|  | 5.   | Portuense         | 35 | 30 | 11 | 13 | 6  | 32 | 19 | +13 |
|  | 6.   | Altedo            | 32 | 30 | 11 | 10 | 9  | 30 | 34 | -4  |
|  | 7.   | Santarcangiolese  | 30 | 30 | 8  | 14 | 8  | 32 | 26 | +6  |
|  | 8.   | Casalecchio       | 27 | 30 | 7  | 13 | 10 | 32 | 32 | 0   |
|  | 9.   | Oransoda Minerbio | 27 | 30 | 8  | 11 | 11 | 31 | 37 | -6  |
|  | 10.  | San Marino        | 27 | 30 | 8  | 11 | 11 | 29 | 38 | -9  |
|  | 11.  | Alfonsine         | 25 | 30 | 7  | 11 | 12 | 23 | 37 | -14 |
|  | 12.  | Progresso         | 25 | 30 | 6  | 13 | 11 | 29 | 34 | -5  |
|  | 13.  | Faenza            | 25 | 30 | 7  | 11 | 12 | 28 | 45 | -17 |
|  | 14.  | Argentana         | 24 | 30 | 5  | 14 | 11 | 20 | 36 | -16 |
|  | 15.  | Savignanese       | 21 | 30 | 5  | 11 | 14 | 27 | 43 | -16 |
|  | 16.  | Savena            | 15 | 30 | 3  | 9  | 18 | 25 | 60 | -35 |

## Girone B

### Squadre partecipanti
| Squadra                              | Città (provincia)          |
| ------------------------------------ | -------------------------- |
| Pol. Astra Noceto                    | Noceto (PR)                |
| F.C. Audax Valtarese                 | Borgo Val di Taro (PR)     |
| A.C. Correggese                      | Correggio (RE)             |
| Pol. Assicurazioni Unipol Crevalcore | Crevalcore (BO)            |
| F.C. Finale                          | Finale Emilia (MO)         |
| G.S. Fortitudo Fidenza               | Fidenza (PR)               |
| A.S. Guastalla                       | Guastalla (RE)             |
| A.S. Langhiranese                    | Langhirano (PR)            |
| U.S. Mirandolese                     | Mirandola (MO)             |
| Pol. Pro Patria San Felice           | San Felice sul Panaro (MO) |
| U.S. Reggiolo                        | Reggiolo (RE)              |
| U.S. Rubierese                       | Rubiera (RE)               |
| A.C. Sala Baganza                    | Sala Baganza (PR)          |
| U.S. Salsomaggiore                   | Salsomaggiore (PR)         |
| A.C. San Secondo                     | San Secondo Parmense (PR)  |
| S.S. Sustinente                      | Sustinente (MN)            |

### Classifica finale
|  | Pos. | Squadra               | Pt | G  | V  | N  | P  | GF | GS | DR  |
|  | ---- | --------------------- | -- | -- | -- | -- | -- | -- | -- | --- |
|  | 1.   | Fortitudo Fidenza     | 45 | 30 | 19 | 7  | 4  | 55 | 22 | +33 |
|  | 2.   | Pro Patria San Felice | 44 | 30 | 19 | 6  | 5  | 49 | 22 | +27 |
|  | 3.   | San Secondo Parmense  | 41 | 30 | 14 | 13 | 3  | 40 | 22 | +18 |
|  | 4.   | Mirandolese           | 32 | 30 | 10 | 12 | 8  | 28 | 25 | +3  |
|  | 5.   | Reggiolo              | 30 | 30 | 10 | 10 | 10 | 42 | 33 | +9  |
|  | 6.   | Astra Noceto          | 30 | 30 | 8  | 14 | 8  | 25 | 30 | -5  |
|  | 7.   | Crevalcore            | 29 | 30 | 10 | 9  | 11 | 29 | 31 | -2  |
|  | 8.   | Correggese            | 28 | 30 | 9  | 10 | 11 | 30 | 36 | -6  |
|  | 9.   | Guastalla             | 28 | 30 | 8  | 12 | 10 | 36 | 39 | -3  |
|  | 10.  | Finale                | 28 | 30 | 9  | 10 | 11 | 30 | 36 | -6  |
|  | 11.  | Audax Valtarese       | 27 | 30 | 9  | 9  | 12 | 28 | 32 | -4  |
|  | 12.  | Sala Baganza          | 26 | 30 | 6  | 14 | 10 | 22 | 28 | -6  |
|  | 13.  | Sustinente            | 26 | 30 | 8  | 10 | 12 | 25 | 40 | -15 |
|  | 14.  | Langhiranese          | 24 | 30 | 7  | 10 | 13 | 28 | 39 | -11 |
|  | 15.  | Rubierese             | 24 | 30 | 5  | 14 | 11 | 22 | 34 | -12 |
|  | 16.  | Salsomaggiore         | 18 | 30 | 3  | 12 | 15 | 23 | 43 | -20 |